# Коньяк (округ)
Округ Коньяк (фр. Arrondissement de Cognac) — округ у Франції, в департаменті Шаранта. 2023 року округ об'єднував 108 муніципалітетів, населення становило 98 945 осіб.
Адміністративний центр (супрефектура) — Коньяк.

## Муніципалітети
Список муніципалітетів округу та їхні коди INSEE:
1. Анжак-Шампань (16012)
2. Анжак-Шарант (16013)
3. Анжедюк (16014)
4. Арс (16018)
5. Барбезьє-Сен-Ілер (16028)
6. Барре (16030)
7. Бассак (16032)
8. Бельвінь (16204)
9. Бень-Сент-Радегонд (16025)
10. Берней (16040)
11. Бешресс (16036)
12. Бірак (16045)
13. Бонней (16050)
14. Бор (16053)
15. Бревіль (16060)
16. Брі-су-Барбезьє (16062)
17. Броссак (16066)
18. Буабрето (16048)
19. Бур-Шарант (16056)
20. Бутвіль (16057)
21. Бутьє-Сен-Трожан (16058)
22. Валь-де-Вінь (16175)
23. Валь-д'Ож (16339)
24. Верр'єр (16399)
25. Вібрак (16402)
26. Віньоль (16405)
27. Во-Руяк (16395)
28. Гем (16160)
29. Гізанжар (16161)
30. Грав-Сент-Аман (16297)
31. Дуза (16121)
32. Етріак (16133)
33. Ешалла (16123)
34. Єрсак (16163)
35. Жаврезак (16169)
36. Жансак-ла-Паллю (16150)
37. Жанте (16151)
38. Жарнак (16167)
39. Женак-Біньяк (16148)
40. Жиме (16152)
41. Жуіяк-ле-Кок (16171)
42. Жульєнн (16174)
43. Кондеон (16105)
44. Коньяк (16102)
45. Кото-дю-Бланзаке (16046)
46. Критей-ла-Магделен (16116)
47. Курбіяк (16109)
48. Лагард-сюр-ле-Не (16178)
49. Ладівіль (16177)
50. Лашез (16176)
51. Ле-Метері (16220)
52. Ле-Татр (16380)
53. Ліньєр-Амблевіль (16186)
54. Лузак-Сент-Андре (16193)
55. Марей (16208)
56. Марсіяк-Ланвіль (16207)
57. Менак (16218)
58. Менкс-Гондевіль (16153)
59. Мериньяк (16216)
60. Мерпен (16217)
61. Монак-Сен-Сіме (16233)
62. Мон (16221)
63. Монмерак (16224)
64. Мулідар (16234)
65. Нерсіяк (16243)
66. Орйоль (16251)
67. Пассірак (16256)
68. Периньяк (16258)
69. Реньяк (16276)
70. Репарсак (16277)
71. Руяк (16286)
72. Саль-д'Англь (16359)
73. Саль-де-Барбезьє (16360)
74. Сегонзак (16366)
75. Сен-Бонне (16303)
76. Сен-Брис (16304)
77. Сен-Вальє (16357)
78. Сен-Жені-д'Єрсак (16320)
79. Сен-Лоран-де-Коньяк (16330)
80. Сен-Медар (16338)
81. Сен-Мем-ле-Карр'єр (16340)
82. Сен-Пале-дю-Не (16342)
83. Сен-Прей (16343)
84. Сен-Сібардо (16312)
85. Сен-Сімон (16352)
86. Сен-Сюльпіс-де-Коньяк (16355)
87. Сен-Фелікс (16315)
88. Сен-Фор-сюр-ле-Не (16316)
89. Сент-Аман-де-Нуер (16298)
90. Сент-Оле-ла-Шапель (16301)
91. Сент-Север (16349)
92. Сент-Сулін (16354)
93. Сігонь (16369)
94. Совіньяк (16365)
95. Тріак-Лотре (16387)
96. Туверак (16384)
97. Улетт (16165)
98. Флерак (16139)
99. Фуссіньяк (16145)
100. Шалліньяк (16074)
101. Шаммійон (16077)
102. Шампань-Віньї (16075)
103. Шантіяк (16079)
104. Шассор (16088)
105. Шатобернар (16089)
106. Шатонеф-сюр-Шарант (16090)
107. Шерв-Ришмон (16097)
108. Шіяк (16099)